# Звиад Гамсахурдия
Звиад Константинес дзе Гамсахурдия (на грузински: ზვიად კონსტანტინეს ძე გამსახურდია) е грузински политик, дисидент, литературовед и писател. Първият демократично избран президент на Република Грузия.

## Биография
Звиад Гамсахурдия е роден в семейството на известния грузински писател Константин Гамсахурдия. Семеен, с 3 деца.

### Научна дейност
Гамсахурдия завършва западноевропейска филология в Тбилиския университет, по-късно получава научната степен „доктор“. От началото на 1970-те години е член на Съюза на писателите на Грузия.
През 1974 г. основава в Грузия Инициативна група за правата на човека и започва да издава нелегално свои книги. През 1975 и 1976 г. става редактор на дисидентски списания на грузински език. От януари 1976 г. основава Грузинска Хелзинкска група заедно с друг известен грузински дисидент – Мераб Костава.
Арестуван е за дисидентската си дейност на 7 април 1977 г., съден е през 1978 г. и след покаянието си получава 3 години заточение в Дагестан. Освободен е след година и започва работа като старши научен сътрудник в Академията на науките на Грузия.

### Политическа дейност
През 1988 г. отново се включва активно в политическия живот, като заедно с М. Костава основават дисидентското общество Св. Илия Праведни, организират антисъветски митинги. По-късно Гамсахурдия става лидер на организацията Кръгла маса – Свободна Грузия, която печели парламентарните избори през 1990 г. и става председател на Върховния съвет на Грузия. На 26 май 1991 г. е избран за президент на Грузия.
Оценката за неговия президентски период е противоречива. Няма съмнение обаче, че дейността му е вдъхновена от огромното му желание Грузия да стане напълно независима от Русия държава. Неговите националистически залитания обаче разпалват въоръжени конфликти в региона. Премиерът на Грузия и независими външни политици обявяват, че управлението на Гамсахурдия наподобява диктатура. Счита се, че Гамсахурдия е основният идеолог и създател на военизираните отряди Мхедриони, които по-късно спомагат той да бъде свален от власт.
На 6 януари 1992 г. е извършен държавен преврат и Гамсахурдия е принуден да напусне страната. Скоро след преврата властта на президента е предадена в ръцете на бившия външен министър на СССР комуниста Едуард Шеварднадзе. След преврата Гамсахурдия заминава за Азербайджан, но след 5 дни се премества в Армения. На 15 февруари 1992 г. Гамсахурдия излита за Чечения, където получава политическо убежище.
На 24 септември 1993 г. преминава нелегално границата с Абхазия и се установява в пограничния район, като обявява, че създава правителство в изгнание. По същото време правителствените войски на Грузия водят сражения със сепаратистите от Абхазия. На 6 ноември 1993 г. седалището на правителството на Гамсахурдия е разрушено от грузинската редовна армия и се налага да се оттегли в планината.
На 31 декември 1993 г. неговото тяло е намерено простреляно в с. Дзвели Хибула. Въпреки неизяснените обстоятелства се смята, че Гамсахурдия е прекратил живота си със самоубийство.

## Погребение
През януари 1994 г. Гамсахурдия е погребан в съседното село Джискари. Неговите близки обаче, боейки се от оскверняване на гроба му, изискват ексхумация, която е извършена на 15 февруари и на следващия ден тленните останки на Гамсахурдия са пренесени в Грозни. Повторното му погребение е извършено на 24 февруари в Грозни с големи почести. При военните действия на територията на Чечения след 1994 г. гробът му е бил силно повреден. През 1999 г. останките му са извадени и погребани в трети гроб, пазен в тайна.
След падането на Едуард Шеварднадзе от власт, новият президент на Грузия изказва желание останките на Звиад Гамсахурдия да бъдат достойно погребани в родината. На 3 март 2007 г. е извършена ексхумация и останките са изпратени за експертиза в Ростов на Дон. Положителният резултат е публикуван на 27 март. На 1 април 2007 г. е извършено четвъртото погребение на първия демократично избран президент на Грузия, със заупокойна служба на католикоса на Грузия Илия II и с участието на цялото висше държавно ръководство начело с президента Михаил Саакашвили.